# Перес (Санта-Фе)
Перес (исп. Pérez) — город и муниципалитет в департаменте Росарио провинции Санта-Фе (Аргентина).

## История
Основан в 1886 году Эдуардо Пересом и Марией Перес. В 1971 году получил статус города.